# Fornells de la Selva
Fornells de la Selva is een gemeente in de Spaanse provincie Girona in de regio Catalonië met een oppervlakte van 12 km². Fornells de la Selva telt 2.547 inwoners (1 januari 2016).

## Demografische ontwikkeling
Bron: INE, 1857-2011: volkstellingen